# علي كولوتو تشايمي
علي كولوتو تشايمي (1 يناير 1972 في سلال) في إقليم بحر الغزال، هو مدير مدني وعسكري وسياسي تشادي. عضو مجلس النواب عن دائرة سلال، ورئيس الدورة التشريعية الرابعة للجمعية تشاد الوطنية. نائب لرئيس برلمان المجموعة الاقتصادية والنقدية لوسط أفريقيا منذ 9 نوفمبر 2021م.

## السيرة الذاتية
ولد علي كولوتو تشايمي في 1 يناير 1972 في سلال في، عاصمة ولاية بحر الغزال الشمالية، في إقليم بحر الغزال، تخرج من المدرسة الوطنية للإدارة والقضاء في تشاد. كما حصل على دبلوم من مدرسة ضباط تشاد المشتركة (GEMIA).
قبل دخوله البرلمان، شغل علي كولوتو تشايمي عدة مناصب داخل الإدارة التشادية. وقد شغل مرتين منصب نائب محافظ ومستشار مسؤول عن بعثة إلى الرئاسة.
علي كولوتو تشايمي، عضو في البرلمان منذ عام 2011م. ترأس أولاً المجموعة البرلمانية لحزبه، الحركة الوطنية للإنقاذ، قبل أن يشغل منصب نائب رئيس برلمان سيماك في عام 2021. في 4 فبراير 2025م، انتخب بالإجماع لرئاسة الهيئة التشريعية الرابعة للمجلس الوطني.